# František Straka
František Straka (* 28. května 1958 České Budějovice) je český fotbalový trenér a bývalý československý fotbalový reprezentant a účastník MS 1990 v Itálii. Od března 2025 trénuje slovenský klub FK Dukla Banská Bystrica.
Účinkoval v reality show Ano, trenére! (2015) a působil i jako televizní fotbalový expert během vysílání zápasů z evropských pohárů. Během Mistrovství světa ve fotbale 2022 v Kataru, působil na stanici Nova Action ve studiu jako expert.

## Klubová kariéra
Jako fotbalista začínal svou hráčskou kariéru v rodných Českých Budějovicích (1966–1977). Poté přes fotbalový klub v Tachově (1977–1979), kde byl na vojně, přestupuje do letenského fotbalového klubu Sparty Praha. Zde působil dlouhých 9 let a odehrál 223 zápasů.
Své první zahraniční angažmá nasměroval do Německa a to konkrétně do Borussie Mönchengladbach (1988–1991). V německé Bundeslize působí i nadále střídavě v první a druhé lize za kluby FC Hansa Rostock (1991–1992), Wuppertaler SV (1992–1996) a ve Viktorii Kolín nad Rýnem (1996–1998).

## Ligová bilance
| Ročník                                   | Zápasy | Góly | Klub         |
| ---------------------------------------- | ------ | ---- | ------------ |
| Česká národní fotbalová liga 1977/78     | -      | -    | VTJ Tachov   |
| Česká národní fotbalová liga 1978/79     | -      | -    | VTJ Tachov   |
| 1. československá fotbalová liga 1979/80 | -      | 1    | Sparta Praha |
| 1. československá fotbalová liga 1980/81 | 30     | 1    | Sparta Praha |
| 1. československá fotbalová liga 1981/82 | 22     | 1    | Sparta Praha |
| 1. československá fotbalová liga 1982/83 | 24     | 1    | Sparta Praha |
| 1. československá fotbalová liga 1983/84 | 29     | 1    | Sparta Praha |
| 1. československá fotbalová liga 1984/85 | 27     | 3    | Sparta Praha |
| 1. československá fotbalová liga 1985/86 | 24     | 0    | Sparta Praha |
| 1. československá fotbalová liga 1986/87 | 21     | 2    | Sparta Praha |
| 1. československá fotbalová liga 1987/88 | 23     | 0    | Sparta Praha |
| CELKEM I. LIGA                           | -      | 10   |              |

## Reprezentační kariéra
V A-mužstvu Československa odehrál František Straka v letech 1983–1990 celkem 35 zápasů, branku nevstřelil. Debutoval 26. října 1983 v utkání proti Bulharsku, Československo jej prohrálo 1:2. Zúčastnil se MS 1990 v Itálii, kde bylo Československo vyřazeno ve čtvrtfinále Německem.

## Trenérská kariéra

### Wuppertaler SV
V letech 2000–2002 byl hrajícím trenérem německého třetiligového týmu Wuppertaler SV.

### FK Teplice
Poté působil v severočeském klubu FK Teplice, nejprve jako asistent Františka Cipra, po jeho odchodu i jako hlavní trenér. Zde úspěšně bojoval v Poháru UEFA. Po nabídce od pražské Sparty zažádal o odchod a bylo mu vyhověno.

### AC Sparta Praha
Do Sparty přišel v závěru jara 2004 a podařilo se mu zachránit účast v Champions League.
Fotbalisty pražské Sparty trénoval do 16. prosince 2004, dovedl je do základní skupiny Ligy mistrů UEFA 2004/05, kde obsadil s týmem díky jednomu bodu za remízu s Manchesterem United poslední 4. místo. V domácí lize Sparta jasně vedla, ale Straka byl šéfem Danielem Křetínským po podzimu 2004 vyhozen.
Byl nahrazen trenérem Jaroslavem Hřebíkem.

### LR Ahlen
Od 7. března do 25. října 2005 působil u německého druholigového týmu LR Ahlen, kterému pomohl při záchraně v soutěži, další sezónu však neměl dobré výsledky, a tak odstoupil z funkce trenéra. Ahlen byl po deseti ligových kolech jediným týmem bez výhry.

### FC Viktoria Plzeň
Další záchranářská štace přišla v klubu FC Viktoria Plzeň, tým vedl pouze posledních šest kol v sezoně 2005/06. Plzeň se zachránila i díky překvapivé výhře na hřišti pražské Sparty. Vedení Plzně s Františkem Strakou přesto neprodloužilo spolupráci.

### FC Wacker Tirol
V letech 2007 až 2008 působil v sousedním Rakousku v týmu FC Wacker Tirol z Innsbrucku. Po třech úvodních výhrách začaly výsledky slábnout a po sérii dvanácti zápasů bez výhry byl český trenér odvolán.

### SK Dynamo České Budějovice
V sezoně 2007/08 vedl SK Dynamo České Budějovice. V podzimní části dovedl klub do středu tabulky, v jarní části vydoloval jen dvě výhry a následoval propad, avšak sestup se nekonal, Dynamo se zachránilo v první lize. Vedení trenérovi prodloužení smlouvy nenabídlo.

### OFI Kréta
Nevydařené angažmá, po osmi ligových kolech bez výhry (v roce 2008) a na posledním místě ligové tabulky u týmu skončil.

### Česká fotbalová reprezentace
Na jaře 2009, poté co ve funkci trenéra české fotbalové reprezentace skončil Petr Rada, se o něm mluvilo jako o kandidátu na uvolněné místo. Expertní komise ČMFS doporučila výkonnému výboru ČMFS jmenovat Dušana Uhrina st., ale výkonný výbor překvapivě jmenoval právě Straku. Ten odtrénoval jediné přátelské utkání s Maltou (výhra 1:0), načež mu vypršela smlouva a nové vedení svazu ji neprodloužilo.

### MFK Ružomberok
František Straka odešel na Slovensko do klubu MFK Ružomberok. V sezoně 2009/10 přebíral tým po Viliamu Hýravém na posledním místě a dovedl ho ke konečnému 5. místu. Před koncem sezony dostal avízo, že spolupráce nebude pokračovat.

### North Queensland Fury
S australským týmem North Queensland Fury FC byl u rekordní nejvyšší prohry 1:8 v historii australské ligy A-League. U týmu skončil na jaře 2011 poté, co se klub z finančních důvodů nepřihlásil do další sezóny.

### Arka Gdyně
Polský celek Arka Gdynia přebíral v roce 2011 na posledním místě nejvyšší polské ligy. Záchrana se nezdařila, Arka byla na posledním místě i na konci sezony 2010/11 a sestoupila.

### SK Slavia Praha
František Straka si stihl vybudovat renomé jako velmi dobrý motivátor, který dokáže hráče úplně zbláznit pro hru. Sám o sobě také říká, že má velké sparťanské srdce a rád by se zase vrátil na Letnou jako trenér. Velmi proto překvapilo, že se v říjnu 2011 stal trenérem týmu pražské Slavie.
V rozhovoru v polovině února 2012 uvedl, že by podobnou nabídku podruhé už nepřijal.
Dne 8. března 2012 rezignoval kvůli vysokému tlaku fanoušků proti jeho působení na lavičce fotbalové Slavie. Slávističtí fanoušci nestrpěli na lavičce svého týmu sparťanského trenéra, zatímco ti sparťanští mu neodpustili, že „zradil“ Spartu. Trenér v tomto období čelil výhrůžkám, měl posprejovaný dům a musel zažádat o ochranku.

### 1. FK Příbram
Poté měl rok pauzu od trénování a v březnu 2013 přijal trenérský post v 1. FK Příbram, která měla v Gambrinus lize záchranářské starosti. Jeho debut na příbramské lavičce byl vítězný, 16. března Příbram porazila domácí 1. FC Slovácko 1:0. Záchranářská mise byla úspěšná, v předposledním ligovém kole 26. května 2013 se rozhodlo, že Příbram po výhře 2:0 nad Zbrojovkou Brno už nemůže sestoupit. Začátkem října 2013 byl po sérii nepřesvědčivých výsledků odvolán a nahrazen u týmu Příbrami Petrem Čuhelem.

### ŠK Slovan Bratislava
11. června 2014 podepsal smlouvu se Slovanem Bratislava, mistrem Corgoň ligy 2013/14. Na začátku července vyhrál se Slovanem přípravný turnaj v ČR Ministerský pohár. Prvním ostrým duelem bylo utkání o slovenský Superpohár 2014, kde jeho svěřenci porazili 5. července 2014 vítěze slovenského poháru MFK Košice 1:0. První duel se Slovanem ve Fortuna lize (dříve Corgoň liga) absolvoval 11. července 2014 proti nováčkovi FO ŽP ŠPORT Podbrezová (výhra 2:1). Tým dovedl do základní skupiny Evropské ligy 2014/15 (poté co neuspěl v play-off předkole o základní skupinu Ligy mistrů UEFA s běloruským FK BATE). 6. října 2014 byl po sérii neúspěšných výsledků týmu odvolán (6 porážek a 1 remíza = 7 zápasů bez výhry se skóre 1:18).

### Ismaily SC
V prosinci 2016 se dohodl na trenérském angažmá s egyptským prvoligovým klubem Ismaily SC. Vydržel tam pouze čtyři měsíce, tým vedl v osmi soutěžních zápasech. 20. dubna 2017 mu vedení klubu smlouvu ukončilo.

### MFK Karviná
V březnu 2019 přebírá prvoligový tým Karviné s cílem zachránit ho v nejvyšší soutěži. U týmu Karviné skončil po osmi měsících. Vedení klubu ho odvolalo kvůli špatným výsledkům.

### FK Třinec
Mezi lety 2020 až 2021 vedl FK Třinec. Po nezdařilém vstupu do sezony byl odvolán.

### AS Trenčín
V březnu 2023 přebírá prvoligový slovenský tým. Cíl je opět záchrana v nejvyšší slovenské soutěži.Záchrana Trenčína v první lize se podařila, ale Straka u týmu v sezoně 2023/2024 pokračovat nebude. Lavičku opouští s bilancí čtyři výhry, dvě remízy a dvě porážky.

### MFK Zemplín Michalovce
Od února roku 2024 do začátku léta zde Straka vedl záchranou a nakonec úspěšnou misi. Slovenský tým dokázal zůstat v lize.

### SK Dynamo České Budějovice
Po konci celého realizačního týmu Budějovic byl představen jako nový hlavní trenér František Straka. Adepty na jeho asistenty byli třeba Jiří Němec, Roman Lengyel nebo Tomáš Řepka. Nakonec si jako svého asistenta zvolil Miroslava Jirkala. Jeho druhým asistentem se později stal Jiří Novotný.
S celým realizačním týmem byl dne 10. ledna 2025 odvolán, kvůli změně majitele a neuspokojivým výsledkům.

### FK Dukla Banská Bystrica
V březnu 2025 nahradil na lavičce týmu FK Dukla Banská Bystrica slovenského trenéra Martina Poljovku. Spolu se Strakou do klubu přišel asistent Tomáš Ďubek a trenér brankářů Pavel Kučera. Banská Bystrica byla bez výhry na sestupující pozici a Strakův realizační tým se klub pokusil udržet v lize. Přes první výhru nad klubem MFK Ružomberok se liga nepodařila udržet. Po sestupu se Straka s vedením dohodl na ukončení spolupráce a celý realizační tým byl odvolán. Nahradil jej Juraj Jarábek.

## Trenérské úspěchy

#### FK Teplice
- 1× vítěz českého poháru (2002/03)
- postup do 3. kola Poháru UEFA (2003/04)

#### AC Sparta Praha
- 1× mistr české ligy (2004/2005)
- 1× vítěz českého poháru (2003/04)
- postup do základní skupiny Ligy mistrů UEFA 2004/05

#### ŠK Slovan Bratislava
- 1× vítěz slovenského Superpoháru (2014)
- postup do základní skupiny Evropské ligy (2014/15)

## Politická kariéra
František Straka se také objevil jako kandidát pro volby do poslanecké sněmovny v roce 2006. Měl kandidovat v Karlovarském kraji za KDU-ČSL jako její lídr v tomto kraji. Na oficiální kandidátku však nakonec zapsán nebyl, neboť v tuto dobu vlastnil pouze německé státní občanství a nebyl českým státním občanem. Neblaze proslul zejména nešťastnými výroky o vietnamské menšině v předvolební televizní debatě.